# KMS VT1
Der KMS VT1 war ein Triebwagen der Deutschen Eisenbahn-Betriebsgesellschaft (DEBG). Er wurde ab 1933 auf der Münstertalbahn als Solofahrzeug verwendet. Er hat ein Dienstalter von 30 Jahren erreicht und ist heute nicht mehr vorhanden. Der Betriebsnummer wurde das Bezeichnungsschema der DEBG zugrunde gelegt.

## Geschichte und Einsatz
Der Triebwagen mit der Fabriknummer 3047 war stets auf der Münstertalbahn eingesetzt.

### T 201 / VT 7
Der als KMS VT1 in Dienst gestellte Triebwagen trug bis 1956 die Bezeichnung T 201. Erst danach erhielt er die DEBG-eigene Bezeichnung VT 7.
Da sich die Versuche mit einem ehemaligen Sauggastriebwagen auf der Münstertalbahn nicht bewährten, beschaffte die Gesellschaft 1933 dieses Fahrzeug. Über seine Einsätze ist nur bekannt, dass er ab 1955 mit einem Esslinger Triebwagen mit Nummer VT 104 den gesamten Personenverkehr auf der Strecke abwickelte.

### SWEG VT 7
Der Triebwagen ging 1963 in den Bestand der SWEG über und behielt dort seine letzte Bezeichnung. 1964 war er in einen Unfall verwickelt und wurde im gleichen Jahr ausgemustert.

## Weitere Besetzung des VT 7
Nach ihm trug noch ein Triebwagen die DEBG-Bezeichnung VT 7. Dies war aber ein MAN-Schienenbus. Er wurde 1966 beschafft und verkehrte anfangs auf der Krebsbachtalbahn.

## Konstruktive Merkmale
Er hatte einen Achsstand von 5,5 Metern sowie einen Raddurchmesser mit 730 Millimetern. Belegt ist die Ausführung ohne Zug- und Stoßeinrichtung, 1961 ist er in dieser Form noch auf Fotografien zu sehen.
Der Triebwagen entsprach durch seine Spantenbauart einem Leichtbau. Angetrieben wurden er von einem Vierzylinder-Viertakt-Dieselmotor OM 65 von Mercedes-Benz. Seine Motorleistung betrug 48 kW (65 PS). Die Kraftübertragung erfolgte über das Mylius-Getriebe und ein Achswendegetriebe, das mit einer Drehmomentenstütze versehen war. Beheizt wurde der Wagenkasten mit einer Warmwasserheizung, die so ausgelegt war, dass bei −20 °C Außentemperatur eine Innentemperatur von +20 °C erreicht werden konnte.